# 長崎昭義
長崎 昭義（ながさき あきよし、1945年3月3日 - 2017年9月4日）は、日本のノルディックスキー・クロスカントリースキー選手、放送記者、ニュースキャスター、実業家。青森放送代表取締役会長、青森商工会議所相談役、東北稲門スキー倶楽部会長、青森県スキー連盟会長。青森県南津軽郡大鰐町生まれ（本籍地は弘前市）。早稲田大学（教育学部国語国文学科）卒業。旧姓：松岡（まつおか）。

## 経歴・人物

### スキー選手時代
小学校3-4年時、大鰐スキークラブ会長を務めた父の儀助に連れられ阿闍羅山で滑り始め、間もなく「学校で一番早かったから」自然な形で距離スキーに入っていった。
青森県立弘前高等学校で長利武記の指導を受け、2年時に全国高等学校総合体育大会ノルディックスキー・クロスカントリー男子15キロで優勝。同大会のリレーで弘高は優勝した。
大学・日本軽金属時代と2度の冬季オリンピック（1968年グルノーブル・1972年札幌）にクロスカントリーの日本代表選手として出場（いずれも当時は松岡姓）。1972年の札幌オリンピックを最後にスキー選手を引退。

### 青森放送入社後
1973年に青森放送入社後、21年に渡り報道記者を務めた。記者時代、カメラ・バッテリーを自宅へ持ち込み、大惨事時にタクシー会社へ迎えに来てくれるよう依頼。それが実を結び、入社半年後に起きた深夜の火事時は即その様子を捉える事が出来た。
報道部長就任年の秋、会社からの指令によりアメリカ合衆国へ一ヶ月間視察。現地の大統領選挙で出口調査の存在を知り、1989年5月の青森市長選挙より、県内各地で行われる選挙の報道に取り入れた。その後、日本テレビ系列（NNN）全国報道部長会議での発表を経て、キー局・日本テレビで日本初の国政選挙における出口調査が開始された。
社外では2012年10月1日より青森県スキー連盟会長、同年11月26日より青森商工会議所相談役をそれぞれ務める。

## 略歴
- 1968年3月 早稲田大学教育学部国語国文学科卒業
- 大学卒業後はスキー選手として、東洋木材や日本軽金属に所属
- 1973年6月4日 青森放送に入社（報道部配属）[2][12][13]
- 1980年[1]-1981年11月 RABニュースレーダーテレビ版7代目キャスター[14]
- 1988年 報道部長[1]
- 1992年4月2日-1995年4月3日 報道局次長[15]
- 1997年 東京支社長[2][16]
- 1999年4月 ラジオ局長[2]
- 2000年6月 取締役ラジオ局長[2][17][18]
- 2002年6月 取締役テレビ局長[2][17]
- 2006年6月 常務取締役テレビ局長[2]
- 2007年4月 常務取締役[2]
- 2010年6月 専務取締役[2]
- 2012年6月 代表取締役社長[2]（前任は石田稔）。
- 2017年6月 代表取締役会長（社長の後任は山本恒太）。
- 2017年9月4日 多臓器不全のため、青森県弘前市の弘前大学医学部附属病院で死去[19][20]。72歳没。

## 参考資料
- 青森県人名事典（2002年、東奥日報社発行）ISBN 4885610656
- 青森放送50年史（2004年、青森放送発行）…国立国会図書館サーチの所蔵情報
- 『隔月刊あおもり草子』通巻219号「特集 あおもり電波伝説 青森放送60年」（2013年10月1日、企画集団ぷりずむ発行）
  - P4-5掲載「報道記者時代の私」（長崎の寄稿文）
- 青森放送株式会社 有価証券報告書（2012年04月01日 - 2013年03月31日 期）
- 各種外部リンク